# Phòng trưng bày Koller

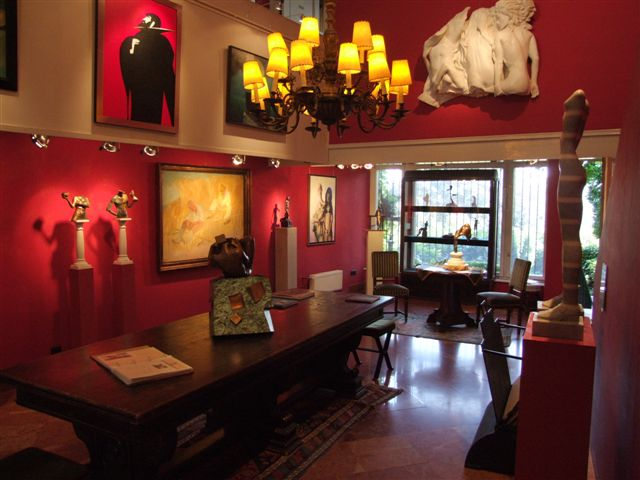
Phòng triển lãm ở tầng trệt

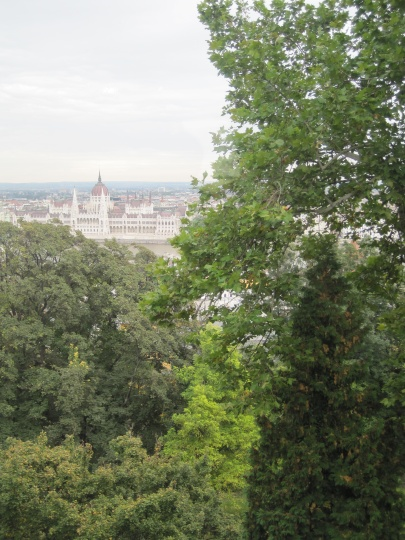
Quang cảnh nhà quốc hội từ tầng 3

Phòng trưng bày Koller (thành lập năm 1953) biết đến là phòng trưng bày tư nhân lâu đời nhất của Hungary, nằm ở Quận I, thủ đô Budapest. Koller có nhiều tác phẩm nghệ thuật chất lượng cao, tác giả chủ yếu là các nghệ sĩ đến từ Hungary. Ngôi nhà cao nhất có 3 tầng, trong đó có phòng tưởng niệm nghệ sĩ người Hungary ôngy  Amerigo Tot.

## Lịch sử
Thời kì sau chiến tranh, György Koller (thợ khắc Hungary, 1923–1996) thành lập Hiệp hội thợ khắc Hungary ("RMAK") vào năm 1953. Tới năm 1980, phòng trưng bày tư nhân đầu tiên của Hungary đã được mở tại nhà xưởng của nhà điêu khắc người Ý gốc Hungary Amerigo Tot. Kể từ đó, Phòng trưng bày Koller không chỉ là nơi giới thiệu đến các nghệ sĩ hội họa lớn, mà còn trưng bày các tác phẩm điêu khắc và hội họa của những nghệ sĩ tài ba đó. Đến năm 1984, Phòng trưng bày Quốc gia Hungary thành lập phòng triển lãm kiêm đấu giá và quyết định bắt tay hợp tác với Phòng trưng bày Koller. Vào năm 1996, György Koller, người sáng lập Phòng trưng bày Koller, đã qua đời và để lại quyền quản lí phòng trưng bày cho đời sau.
Năm 2006, cháu trai của György Koller chính thức trở thành giám đốc điều hành của Koller Gallery. Tiếp tục kế thừa tư tưởng của người tiền nhiệm, mục đích của phòng trưng bày vẫn là đại diện cho nghệ thuật đương đại của Hungary và quốc tế.

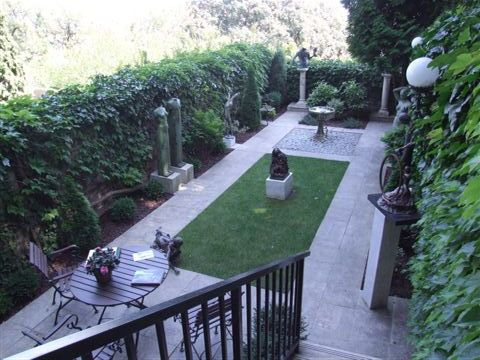
Khu vườn điêu khắc của Koller Gallery

## Nghệ sĩ đại diện
Kể từ khi thành lập, phòng trưng bày luôn đại diện cho các nghệ sĩ đương đại, đặc biệt là các nghệ sĩ chạm khắc và đồ họa Hungary như Miklós Borsos, Lajos Szalay, János Kass, Vladimir Szabó. Ngoài ra, phòng trưng bày Koller cũng sở hữu nhiều tác phẩm xuất sắc đến từ các nhà điêu khắc đương đại như Miklós Borsos, Imre Varga, Péter Párkányi và các họa sĩ như István Szőnyi, István Csók, Bertalan Por, István Mácsai. Bên cạnh các họa sĩ tên tuổi, một số nghệ sĩ trẻ như Gá vàbor Szentzes Incze cũng được nhắc tới nhưng không nhiều. Không chỉ trưng bày các tác phẩm nghệ thuật, phòng trưng bày còn cung cấp dịch vụ và thẩm định nghệ thuật cho các nhà sưu tập nghệ thuật.

## Phòng tưởng niệm Amerigo Tot
Phòng trưng bày Koller thành lập trong ngôi nhà của nhà điêu khắc người Ý gốc Hungary là Amerigo Tot. Để tưởng nhớ và ghi nhận công lao với nghệ sĩ, một phòng lưu niệm mang tên ông đã được mở cửa vào mùa thu năm 2010.